# Libriformfibrer
Libriformfiber är den huvudsakliga celltypen i lövved. De består av relativt långa (cirka 1 - 2 mm) normalt mycket tjockväggiga celler, som är döda i såväl splintved som kärnved. Funktionen är att ge veden mekanisk styrka. Det är libriformfiber som utgör de verksamma fibrerna i lövvedspappersmassa.